# Can Negrell
El Can Negrell és una masia fortificada entre Montjuïc i Campdorà al terme de Girona. inclosa a l'Inventari del Patrimoni Arquitectònic de Catalunya.
Masia de planta rectangular, amb una torre de defensa adossada a l'angle nord-oest i amb la façana orientada a ponent, la qual conserva un gran portal d'arc de mig punt adovellat. Està formada per dos cossos, de planta baixa i un pis. El cos sud, protegit per un pati tancat, presenta unes interessants finestres gòtiques,de permòdols i arc conopial, algunes d'elles tapiades o fruit de reformes posteriors. El cos nord és, possiblement, posterior, dels segles XVI-XVII, amb finestres de llinda plana, amb cadenes de carreus a les cantonades.
La torre és de planta quadrada, de 4,5 metres per costat, de planta baixa, pis i unes golfes, i se situa fora de línia de les façanes. Conserva finestrals de llinda plana i una d'elles amb espitllera. No és visible cap més element de caràcter defensiu.